# Kivimetsän Druidi
I Kivimetsän Druidi sono un gruppo musicale symphonic folk metal finlandese, formato nel 2002 a Kouvola.
Il nome del gruppo significa in finlandese "i druidi della foresta di pietra".

## Storia del gruppo

### Esordi e primi demo
Il gruppo nasce nel 2002 da un'idea dei fratelli Antti e Joni Koskinen, i quali decidono di non suonare più cover e iniziano a scrivere pezzi propri. La loro più grande fonte di ispirazione musicale in questo periodo è l'album Voimasta Ja Kunniasta dei Moonsorrow.
Prima della fine del 2003 Antti e Joni arrivano a scrivere e a registrare un demo di sette canzoni dal titolo Kristallivuoren Mas (in finlandese "la Terra della Montagna di Cristallo"), i cui testi si basano sul romanzo fantasy che Joni sta scrivendo, un romanzo che parla della Terra della Montagna di Cristallo e della Foresta di Pietra.
I due fratelli decidono di chiamare il progetto Kivimetsän Druidi.
Nel 2004 Antti Rinkinen (chitarra), Lukas Pearsall (tastiera), Jani Rämä (batteria) e Jouni Riihelä (basso) entrano a far parte della band.
A giugno i Kimimetsan Druidi prendono parte ad una manifestazione che ha luogo nella loro città e il pubblico li vota come migliore band della serata e vengono invitati a suonare alla festa di chiusura di stagione.
La cantante Annika Laaksonen entra nel gruppo.
A dicembre la band frequenta un vero studio di registrazione, il Carelian Corner Studio, per poter registrare il loro primo demo, Taival, contenente tre tracce.
Nel 2005 la band suonano in gran parte della Finlandia e, grazie a recensioni on-line e su riviste specifiche, il loro nome si sparge in gran parte d'Europa.
A luglio vengono inoltre invitati a suonare al Koria-Roll festival che alla fine si rivela un grande successo.
A novembre il batterista Jani Rämä decide di lasciare la band per diventare un tecnico della stessa e viene sostituito da Ville Ryöt. Un paio di settimane dopo la band suona come gruppo-spalla dei Battlelore a Lappeenranta.
A dicembre i Kivimetsän Druidi ritornano in studio.

### Il successo
Il primo EP, Mustan Valtikan Aika, esce all'inizio di gennaio 2006 e viene ben accolto dalla critica europea.
Ai giovani ragazzi vengono offerte sempre più occasioni di esibirsi live e a maggio vengono invitati come gruppo-spalla dei Korpiklaani nella città di Turku. Nel mese di luglio si esibiscono nuovamente al Koria-Roll festival.
Dopo l'esibizione a Turku, Jouni Riihelä lascia la band e il suo posto viene preso da Simo Lehtonen e dopo il Koria-Roll festival la cantante Annika lascia la band per potersi concentrare sugli studi.
Ad agosto, dopo numerosi provini e selezioni, Jenni Onishko viene scelta come nuova cantante del gruppo.
Durante la seconda metà dell'anno i Kivimetsän Druidi partono in un mini-tour con i Korpiklaani e suonano alcuni concerti ad Helsinki.
A fine anno i Druidi ritornano in studio (NoiseCamp Studio di Turku) per registrare il nuovo demo, The New Chapter.
Dopo la pubblicazione il gruppo suona in concerti locali.
Ad agosto 2007 vengono invitati tramite una mail da Jonne Järvelä a partecipare in veste di band di supporto nel tour europeo dei Korpiklaani. Il tour va dal 12 ottobre fino a metà novembre e i Kivimetsän Druidi intraprendono per la prima volta un tour estero. Il tour ha toccato 14 nazioni e più di 20 date.
A novembre, terminato il tour, la band entra nel NoiseCamp Studio di Turku per registrare un nuovo demo secondo EP, contenente due nuove tracce e una ri-registrata.

### La firma con Century Media eShadowheart
Durante il 2008 la band continua a fare concerti e la cantante Jenni Onishko lascia la band, sostituita dal soprano Leeni-Maria Hovila. I Kivimetsän Druidi pensano di rimasterizzare il demo con la nuova cantante e lo chiamano Taottu.
A giugno la band firma un contratto con l'etichetta Century Media Records.
Il 20 ottobre viene pubblicato il primo album, Shadowheart, di cui 6 tracce su 11 sono nuove versioni di canzoni precedentemente pubblicate. È anche stato diffuso un video promozionale per la canzone Jäässä Varttunut.
Nel 2008 partecipano al The Finnish Fire Tour assieme a Korpiklaani, Falchion e Battlelore.
A novembre 2009  prendono parte all'Heathenfest America Tour assieme a Belphegor, Alestorm, Vreid e Eluveitie.

### Nuovo album
A febbraio 2010 viene reso noto il titolo del secondo album, in uscita ad aprile per Century Media Records, chiamato Betrayal, Justice, Revenge.
L'album verrà pubblicato il 26 aprile 2010 in edizione normale con un CD e in versione speciale con del materiale bonus e delle tracce in più.
Una canzone tratta dal nuovo album dal titolo Seawitch and the Sorcerer è stata finora pubblicata su MySpace.

## Formazione

### Formazione attuale
- Leeni-Maria Hovila - voce (2008 - presente)
- Joni Koskinen - chitarra, voce death (2002 - presente)
- Antti Rinkinen - chitarra (2004 - presente)
- Antti Koskinen - tastiere (2002 - presente)
- Simo Lehtonen - basso (2007 - presente)
- Atte Marttinen - batteria (2007 - presente)

### Vecchi membri
- Annika Laaksonen - voce (2004 - 2006, live 2008)
- Jenni Onishko - voce (2006 - 2008)
- Jani Rämä - batteria (2004 - 2005)
- Ville Ryöti - batteria (2005 - 2007)
- Jouni Riihelä - basso (2004 - 2006)
- Lukas Pearsall - tastiere (2004 - 2007)

## Discografia

### Demo
- 2003 - Kristallivuoren Maa
- 2004 - Taival
- 2007 - The New Chapter

### EP
- 2006 - Mustan Valtikan Aika
- 2008 - Taottu

### Album in studio
- 2008 - Shadowheart (Century Media Records)
- 2010 - Betrayal, Justice, Revenge (Century Media Records)

### Compilation
- 2008 - Covering 20 Years of Extreme (Century Media Records) (Partecipano con il brano Leaves dei The Gathering)